# Подкаменна Тунгуска
Подкаменна Тунгуска (Средна Тунгуска, Чулакан, Катанга) (на руски: Подкаменная Тунгуска; на евенкски: Дулгу Катэнӈа) е голяма река в Азиатската част на Русия, Среден Сибир, Иркутска област и Красноярски край десен приток на река Енисей. Дължината ѝ е 1865 km, която ѝ отрежда 13-о място по дължина сред реките на Русия.

## Географска характеристика

### Извор, течение, устие
Река Подкаменна Тунгуска води началото си под името Катанга (641 km), на 525 m н.в. в северната част на Ангарското възвишение (рус. Ангарский кряж), в северозападната част на Иркутска област. Първите 640 km тече в северна и северозападна посока под името Катанга в широка и дълбока долина и е типично планинска река, с бързо течение (до 3 – 4 m/s), прагове и теснини. След село Ванавара реката завива на запад и до устието си протича през централната част на Средносибирското плато. Тук долината ѝ се разширява, но запазва своя полупланински облик. На много места реката прорязва напречно твърди вулкански скали (т.нар. трапи) и образува тесни дефилета. Изветрелите и оголени вулкански породи образуват по бреговете ѝ характерни стълбовидни остатъчни скали наречени „стълбове“. След устието на река Тайга (ляв приток) Подкаменна Тунгуска завива на северозапад, а след устието на Чуня – отново на запад. Между устията на левите си притоци Велмо и Голяма Черна Подкаменна Тунгуска образува голяма дъга, изпъкнала на север, след което отново поема на запад. Тук долината ѝ се разширява над 20 km, но са характерни множество бързеи по течението ѝ. Влива се отдясно в река Енисей при нейния 1571 km, на 27 m н.в., при село Подкаменна Тунгуска, Красноярски край. В долното течение на реката при преминаването ѝ през твърдите вулкански скали образува множество прагове, които затрудняват корабоплаването по нея. По-известните прагове са: Голям на 535 km от устието, Полигузки (471 – 474 km), Мъчен (417 km), Велмински (254 km) и др.

### Водосборен басейн
Водосборният басейн на Подкаменна Тунгуска има площ от 240 хил. km2, което представлява 9,3% от водосборния басейн на река Енисей и обхваща части от Иркутска област и Красноярски край, в т.ч. Евенкски автономен окръг.
Границите на водосборния басейн на реката са следните:
- на север и изток – водосборните басейни на реките Бахта и Долна Тунгуска, десни притоци на Енисей;
- на югоизток – водосборния басейн на река Лена;
- на юг и югозапад – водосборните басейни на реките Ангара, Голям Пит и други по-малки десни притоци на Енисей.

### Притоци
Река Подкаменна Тунгуска получава над 200 притока с дължина над 15 km, като 20 от тях са дължина над 100 km, в т.ч. 2 притока над 500 km. По-долу са изброени всичките тези реки, за които е показано на кой километър по течението на реката се вливат, дали са леви (→) или десни (←) притоци, тяхната дължина, площта на водосборния им басейн (в km2) и мястото, където се вливат.
- 1643 ← Чула 163 / 2150, Иркутска област
- 1543 ← Чулакан 112 / 2660, Красноярски край, Евенкски автономен окръг
- 1359 ← Аява 137 / 2650, на 10 km северно от село Чемдалск, Красноярски край, Евенкски автономен окръг
- 1224 ← Тетере 486 / 13700, на 20 km южно от село Ванавара, Красноярски край, Евенкски автономен окръг
- 1163 ← Чамба 226 / 4080, на 16 km западно от село Ванавара, Красноярски край, Евенкски автономен окръг
- 1078 → Соба 233 / 2160, на 23 km източно от село Оскоба, Красноярски край, Евенкски автономен окръг
- 1054 → Оскоба 183 / 3260, на 4 km югоизточно от село Оскоба, Красноярски край, Евенкски автономен окръг
- 867 → Тайга 178 / 4610, на 13 km югоизточно от село Ошарово, Красноярски край, Евенкски автономен окръг
- 756 → Камо 339 / 14500, при метеорологичната станция Уст Камо, Красноярски край, Евенкски автономен окръг
- 639 → Турама 146 / 3700, Красноярски край, Евенкски автономен окръг
- 580 ← Чуня 727 / 70500, на 8 km югоизточно от село Байкит, Красноярски край, Евенкски автономен окръг
- 507 ← Гаинда 110 / 1940, Красноярски край, Евенкски автономен окръг
- 417 → Енгида 169 / 2530, на 16 km югозападно от село Полигус, Красноярски край, Евенкски автономен окръг
- 350 ← Кондрома 164 / 4730, Красноярски край, Евенкски автономен окръг
- 282 → Велмо 504 / 33800, на 8 km североизточно от село Бурни, Красноярски край, Евенкски автономен окръг
- 219 ← Юдоломо 145 / 2600, на 8 km южно от село Кузмовка, Красноярски край, Евенкски автономен окръг
- 201 ← Кочумдек 114 / 2430, на 8 km северозападно от село Кузмовка, Красноярски край, Евенкски автономен окръг
- 157 ← Столбовая 161 / 5670, Красноярски край, Евенкски автономен окръг
- 82 → Голяма Черна 145 / 1800, на 5 km източно от село Суломай, Красноярски край, Евенкски автономен окръг
- 51 → Голяма Лебяжа 142 / 2240, на 21 km западно от село Суломай, Красноярски край, Евенкски автономен окръг

### Хидроложки показатели
Подхранването на реката е смесено, като преобладава снежното (60%), дъждовно (16%), подземно (24%). Пълноводието е от началото на май до края на юни, а в долното течение – до началото на юли. От юли до октомври е лятното маловодие, което се прекъсва в отделни години с повишаване на нивото до 5,5 m по време на поройни дъждове. Среден годишен отток в устието 1587,18 m3/s, а по време на пълноводието достига до 35 000 m3/s. Ледовите явления по реката започват от средата на октомври, като есенният ледоходът продължава от 7 до 16 денонощия. Окончателно Подкаменна Тунгуска замръзва в края на октомври, а се размразява в средата на май. Пролетния ледоход продължава от 5 до 7 денонощия в горното течение, до 10 в долното, развива се бурно и се получават задръствания по течението на реката, като нивото ѝ се повишава в някои участъци до 30 m. Зимното подхранване е много слабо поради това, че водосборният басейн на реката се намира в зоната на вечната замръзналост и е от порядъка от 3 до 15 m3/s, като общият зимен отток е едва 11% от годишния.

## Селища
По течението на реката в са разположени 13 населени места (села), в т.ч. селата Ванавара и Байкит, районни центрове в Евенкски автономен окръг.

## Стопанско значение
Река Подкаменна Тунгуска е плавателна на 1146 km от устието си, като по време на пълноводието големи речни съдови достигат до село Байкит (на 571 km от устието), а нагоре – плиткогазещи катери и баржи. През останалото време, когато реката е замръзнала е плавателна на 282 km, до устието на река Велмо.
Името на реката придобива световна известност, когато на 17(30) юни 1908 г., на 64 km на север-североизток, на 60°54′07″ с. ш. 101°55′40″ и. д. / 60.901944° с. ш. 101.927778° и. д., край река Хушма, десен приток на Чамба, която е десен приток на Подкаменна Тунгуска пада т.нар. Тунгуски метеорит и причинява големи поражения в района